# Zusters
Zusters is een hoorspel van Martien Carton. De VARA zond het uit op woensdag 20 april 1977, van 16:03 uur tot 16:40 uur. De regisseur was Ad Löbler.

## Rolbezetting
- Fé Sciarone (moeder)
- Joke Reitsma-Hagelen (Irene)
- Gerrie Mantel (Marian)

## Inhoud
In dit hoorspel voert de auteur zijn personages op, maar niet tegelijkertijd. Er vinden geen confrontaties plaats en er worden geen dramatische conflicten uitgespeeld. De conflicten zijn er wel, maar worden manifest in monologen. De spil van het drama is de verhouding tussen twee zusjes. Zij staan, zo blijkt steeds duidelijker uit de afwisselende monologen, nogal ver van elkaar af. De opvoedende kracht, die veel meer van de moeder dan van de vader is uitgegaan, heeft niet zo’n positieve invloed uitgeoefend. Door allerlei vooroordelen worden de misverstanden alsmaar groter…